# Eric Snow
Eric Snow (ur. 24 kwietnia 1973 w Canton) – amerykański koszykarz, rozgrywający, laureat nagród NBA Sportsmanship Award oraz J. Walter Kennedy Citizenship Award.
W 1995 roku został wybrany w drafcie do ligi CBA z numerem 23 przez zespół Sioux Falls Skyforce.
W sezonie 1998/1999 zajął drugie miejsce w głosowaniu na największy postęp sezonu NBA.

## Osiągnięcia
- 3-krotny finalista NBA (1996, 2001, 2007)[3]
- 2-krotnie wybierany do II składu defensywnego NBA (2003)[4]
- Zdobywca nagród:
  - J. Walter Kennedy Citizenship Award (2005)[5]
  - NBA Sportsmanship Award (2000)[6]